# Carl Robinson
Carl Robinson (ur. 13 października 1976 w Llandrindod Wells) – walijski piłkarz występujący na pozycji pomocnika. Trener klubu Vancouver Whitecaps FC.

## Kariera klubowa
Robinson zawodową karierę rozpoczynał w 1995 roku w angielskim Wovlerhamptonie z Division One. Przez część 1995/1996 przebywał na wypożyczeniu w Shrewsbury Town z Division Two. W tamtym sezonie w barwach Wolverhamptonu nie rozegrał żadnego spotkania. W jego barwach zadebiutował natomiast 5 kwietnia 1997 roku w wygranym 3:2 ligowym pojedynku z Norwich City. W Wolverhamptonie spędził 7 lat.
W 2002 roku Robinson odszedł do zespołu Portsmouth, także grającego w Division One. Zadebiutował tam 10 sierpnia 2002 roku w wygranym 2:0 spotkaniu z Nottingham Forest. W sezonie 2002/2003 na wypożyczeniach w Sheffield Wednesday oraz w Walsall (oba Division One). Na koniec tamtego sezonu Portsmouth awansowało do Premier League. W tych rozgrywkach Robinson pierwszy mecz zaliczył 28 grudnia 2003 roku przeciwko Chelsea (0:3). W sezonie 2003/2004 Robinson grał na wypożyczeniach w Rotherhamie United, Sheffied United oraz w Sunderlandzie (wszystkie Division One).
W połowie 2004 roku podpisał kontrakt z Sunderlandem z Championship. W 2005 roku awansował z nim do Premier League. W listopadzie tego samego roku został wypożyczony do Norwich City z Championship. Latem 2006 roku podpisał z nim kontrakt. Spędził tam jeszcze rok.
W 2007 roku Robinson trafił do kanadyjskiego Toronto FC z amerykańskiej ligi MLS. Zadebiutował w niej 8 kwietnia 2007 roku w przegranym 0:2 pojedynku z CD Chivas USA. 17 czerwca 2007 roku w wygranym 4:0 spotkaniu z FC Dallas strzelił pierwszego gola w MLS. Barwy Toronto reprezentował przez 3 sezony.
W 2010 roku podpisał kontrakt z amerykańskim New York Red Bulls, również grającym w MLS. Pierwszy ligowy mecz zaliczył tam 17 kwietnia 2010 roku przeciwko FC Dallas (2:1).

## Kariera reprezentacyjna
W reprezentacji Walii Robinson zadebiutował 4 września 1999 roku w wygranym 2:1 meczu eliminacji Mistrzostw Europy 2000 z Białorusią. W latach 1999–2009 w drużynie narodowej rozegrał w sumie 52 spotkania i zdobył 1 bramkę. Wcześniej grał też w kadrze U-21.